# Parlamentswahl in der Türkei 1983
- HP: 117
- ANAP: 211
- MDP: 71

Die Wahl zur 17. Großen Nationalversammlung der Türkei fand am 6. November 1983 statt. Gewählt wurden die 399 Abgeordneten des nationalen Parlaments. Es handelte sich um die erste demokratische Wahl nach dem Militärputsch 1980.
Der Nationale Sicherheitsrat verbot die früheren politischen Parteien, was zur Gründung neuer Parteien führte. Turgut Özals Mutterlandspartei gewann diese Wahl mit 45,14 Prozent der Stimmen. Die Wahlbeteiligung lag bei 76,6 Prozent.
Die Populistische Partei (auch Volkspartei) war die Fortsetzung der ehemaligen CHP und war die einzige linke Partei bei der Wahl. Die Nationalistische Partei der Demokratie wurde vom Militär gegründet, während die Mutterlandpartei als Nachfolger der früheren Partei für Gerechtigkeit (AP) gesehen wird.

## Teilnehmende Parteien
Zur Wahl traten 3 verschiedene Parteien an:

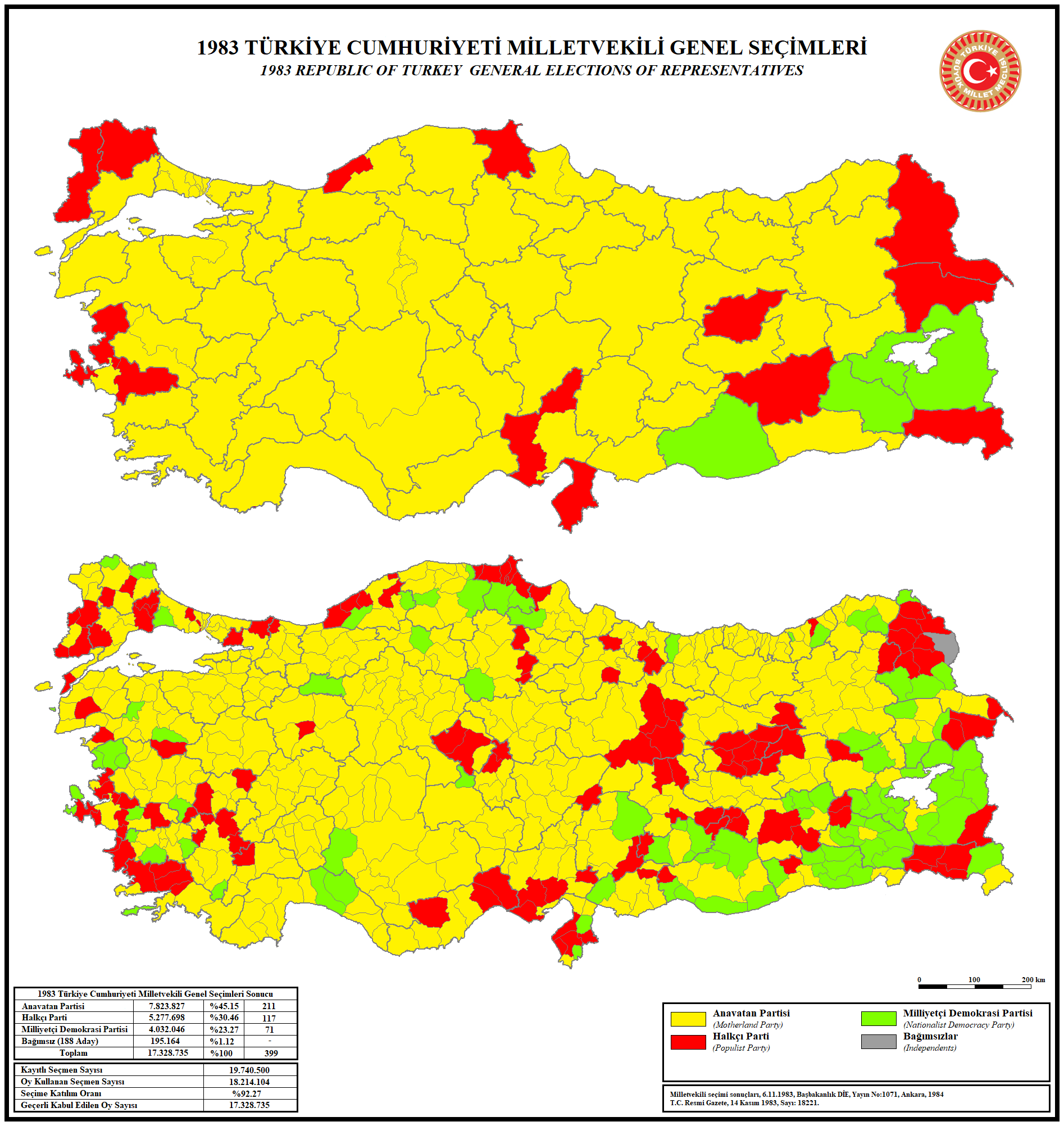
Gewinner nach Provinzen und Landkreisen

| Logo | Logo | Partei                                       | Ausrichtung                      |
| ---- | ---- | -------------------------------------------- | -------------------------------- |
|      |      | Mutterlandspartei (ANAP)                     | liberal-konservativ              |
|      |      | Populistische Partei (HP)                    | kemalistisch, sozialdemokratisch |
|      |      | Nationalistische Partei der Demokratie (MDP) | kemalistisch nationalistisch     |

## Ergebnis
| Partei                                           | Partei                                       | Stimmen    | Stimmen | Sitze |
| Partei                                           | Partei                                       | Anzahl     | %       | Sitze |
| ------------------------------------------------ | -------------------------------------------- | ---------- | ------- | ----- |
|                                                  | Mutterlandspartei (ANAP)                     | 7.833.148  | 45,14   | 211   |
|                                                  | Populistische Partei (HP)                    | 5.285.814  | 30,47   | 117   |
|                                                  | Nationalistische Partei der Demokratie (MDP) | 4.036.970  | 23,27   | 71    |
|                                                  | Unabhängige                                  | 195.588    | 1,13    | 0     |
| Gesamt                                           | Gesamt                                       | 17.351.520 | 100,00  | 399   |
| Gültige Stimmen                                  | Gültige Stimmen                              | 17.351.520 | 95,09   |       |
| Ungültige Stimmen                                | Ungültige Stimmen                            | 895.052    | 4,91    |       |
| Wahlbeteiligung                                  | Wahlbeteiligung                              | 18.246.572 | 92,27   |       |
| Nichtwähler                                      | Nichtwähler                                  | 1.521.188  | 7,73    |       |
| Registrierte Wähler                              | Registrierte Wähler                          | 19.767.760 |         |       |
| Quelle: Türkisches Statistisches Institut (TÜİK) |                                              |            |         |       |